# Четумаль
Четума́ль, Чаактемаль (ісп. Chetumal; юкатек. Chactemàal) — місто на південному сході Мексики, столиця штату Кінтана-Роо і адміністративний центр муніципалітету Отон-Бланко. За даними перепису 2005 року населення становило 136 825 осіб.
Назва походить від слів маянської мови Ch'aak Temal, що в перекладі означає місце, де ростуть червоні дерева.

## Географія
Четумаль розташований на сході півострова Юкатан на узбережжі Карибського моря, в місці впадання Ріо-Ондо в бухту Четумаль.

### Клімат
Місто знаходиться у зоні, котра характеризується кліматом тропічних саван. Найтепліший місяць — червень із середньою температурою 28.6 °C (83.5 °F). Найхолодніший місяць — січень, із середньою температурою 23.4 °С (74.1 °F).
| Клімат Четумаля         | Клімат Четумаля | Клімат Четумаля | Клімат Четумаля | Клімат Четумаля | Клімат Четумаля | Клімат Четумаля | Клімат Четумаля | Клімат Четумаля | Клімат Четумаля | Клімат Четумаля | Клімат Четумаля | Клімат Четумаля | Клімат Четумаля |
| Показник                | Січ.            | Лют.            | Бер.            | Квіт.           | Трав.           | Черв.           | Лип.            | Серп.           | Вер.            | Жовт.           | Лист.           | Груд.           | Рік             |
| Абсолютний максимум, °C | 33,5            | 34,5            | 36,5            | 38,2            | 38              | 38              | 37              | 38,2            | 38              | 37,5            | 35,5            | 34,5            | 38,2            |
| Середній максимум, °C   | 28,3            | 29,3            | 30,3            | 31,7            | 32,8            | 32,4            | 32,7            | 32,9            | 32,6            | 31,3            | 29,9            | 29              | 31,1            |
| Середня температура, °C | 23,4            | 24,5            | 25,6            | 27,4            | 28,5            | 28,6            | 28,5            | 28,6            | 28,2            | 26,9            | 25,3            | 24,1            | 26,6            |
| Середній мінімум, °C    | 18,5            | 19,6            | 21              | 23              | 24,3            | 24,8            | 24,3            | 24,3            | 23,8            | 22,5            | 20,6            | 19,2            | 22,2            |
| Абсолютний мінімум, °C  | 6               | 8,5             | 10              | 10              | 13,5            | 17              | 17,5            | 17              | 17              | 11,5            | 10,2            | 8               | 6               |
| Норма опадів, мм        | 81              | 27              | 34              | 43              | 127             | 195             | 138             | 146             | 180             | 184             | 116             | 69              | 1341            |
| Днів з дощем            | 9               | 5               | 4               | 4               | 6,7             | 12,5            | 12              | 12,2            | 14,4            | 14,4            | 11,1            | 10              | 115,3           |
| Вологість повітря, %    | 84              | 80              | 78              | 78              | 80              | 82              | 81              | 82              | 84              | 85              | 84              | 85              | 82              |
| ----------------------- | --------------- | --------------- | --------------- | --------------- | --------------- | --------------- | --------------- | --------------- | --------------- | --------------- | --------------- | --------------- | --------------- |
| Джерело: Weatherbase    |                 |                 |                 |                 |                 |                 |                 |                 |                 |                 |                 |                 |                 |

## Історія
Регіон, де стоїть сучасне місто, був заселений індіанцями мая. Тут знаходилося Вождівство Chactemal, яке контролювало навколишні території. Останнім вождем перед прибуттям іспанців був Начан Кан (Nachán Can), який отримав в рабство двох виживших після корабельної аварії іспанців Г. Герреро (Gonzalo Guerrero) і Х. де Агілара (Jerónimo de Aguilar). Герреро, на відміну від Агілара повністю асимілювався в суспільство мая, в якому жив. Він вивчив мову мая, навчив воїнів Начан Кана нової тактики. У відповідь вождь зробив Герреро командувачем своєю армією і віддав заміж свою доньку Zazil Ха. У них народилося кілька дітей - перших метисів у Мексиці. Штат також називають «колискою метисів». (Цьому присвячено кілька рядків гімну штату). З огляду на віддаленість регіону, він не колонізувався іспанцями. Тут жили тільки мая. Уряд П. Діаса (Porfirio Díaz) вирішив покласти край цій ситуації, вирішивши боротися з повстанцями та індіанцями, і щоб, нарешті, встановити пост на кордоні з Британським Гондурасом (суч. Беліз). Місто було засноване 5 травня 1898 року віце-адміралом ВМС Мексики Отоном Помпейю Бланко Нуньєсом де Касересом, як Пайо-Обіспо, але було перейменоване в Четумаль к 1937 році. 
19 вересня 1955 року після сильного урагану Janeth місто було практично повністю зруйноване. Відновлено місто було трохи далі від узбережжя. 
8 жовтня 1974 року місто Четумаль стало столицею штату Кінтана Роо.

## Економіка

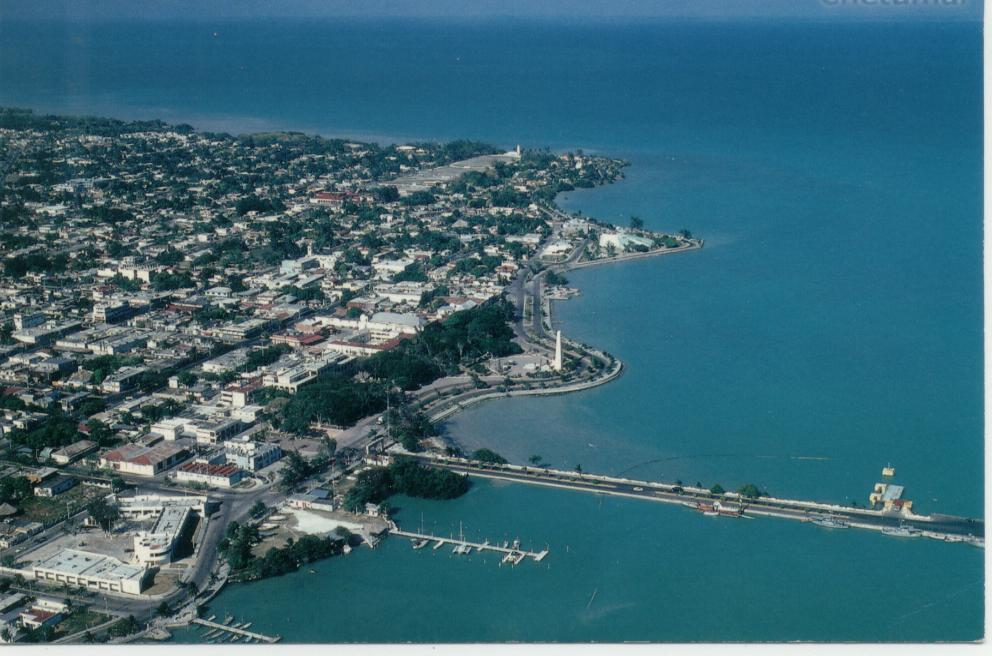
Порт Четумаль

Економіка міста базується в основному на сфері послуг: торгівля, туризм, зв'язок, державне управління та громадські послуги. Є також кілька підприємств текстильної промисловості, а також малі та середні підприємства, пов'язані з експлуатацією сировини. Розвинене рибальство й будівельний сектор.
Місто обслуговує Міжнародний аеропорт Четумаль. Також тут розташований порт, який обслуговує туристичні та комерційні судна 